# Beatrix Banga
Beatrix Banga (ur. 30 października 1995) – węgierska lekkoatletka specjalizująca się w rzucie młotem.
W 2011 zajęła 6. miejsce na mistrzostwach świata juniorów młodszych w Lille Metropole. W 2013 zdobyła brąz juniorskich mistrzostw Europy w Rieti.
Rekordy życiowe: rzut młotem – 63,89 (20 lipca 2013, Rieti); rzut młotem (3 kg) – 68,33 (7 lipca 2012, Veszprém).

## Osiągnięcia
| Rok  | Impreza                               | Miejsce         | Lokata            | Wynik |
| ---- | ------------------------------------- | --------------- | ----------------- | ----- |
| 2011 | Mistrzostwa świata juniorów młodszych | Lille Metropole | 6. miejsce        | 55,04 |
| 2011 | Olimpijski festiwal młodzieży Europy  | Trabzon         | 5. miejsce        | 55,32 |
| 2013 | Mistrzostwa Europy juniorów           | Rieti           | 3. miejsce        | 63,89 |
| 2015 | Młodzieżowe mistrzostwa Europy        | Tallinn         | el. – 22. miejsce | 58,24 |